# 國立傳統藝術中心
國立傳統藝術中心（簡稱傳藝中心），為中華民國文化部所屬三級附屬機構，主要任務為統籌、規劃、推動臺灣傳統藝術的調查、保存、傳習及推廣工作，轄下擁有四個派出單位包含國光劇團、臺灣國樂團、臺灣豫劇團等三團，及一個館所臺灣音樂館。其中國光劇團、臺灣國樂團與臺灣音樂館設於臺灣戲曲中心內；臺灣豫劇團則設於高雄市左營區。
傳藝中心目前共分為三個園區：包括總部宜蘭傳藝園區、臺北的表演場館臺灣戲曲中心，以及位於高雄左營區的高雄傳藝園區。

## 成立背景
宜蘭縣是全國惟一規劃「國立傳統藝術中心」的所在地，時任縣長為游錫堃。行政院文化建設委員會原計畫蓋在高雄市，稱「南部民俗技藝園」，因延宕多年取消。後文建會改推「東部民俗技藝園」，意欲蓋在花蓮縣:402，1990年經宜蘭縣政府主動提供24公頃土地積極爭取，評選委員會把宜蘭縣納入評選範圍，改稱「東北部民俗技藝園」，1991年元月，文建會接受評選委員會意見，決定設於宜蘭縣:402-403。
其後文建會受到國民黨中常會檢討，遂交由宜蘭縣政府自行委託規劃、籌建。規劃完成後，1995年3月行政院核定收歸中央，改名為「國立傳統藝術中心」，編列預算新台幣23億元交由文建會負責發包興建。2003年10月開幕正式營運。

## 歷史
- 1990年，行政院擬定國家建設六年計畫，其中提出了「籌設東北部民俗技藝園計畫」。
- 1995年，籌設東北部民俗技藝園計畫轉型為「傳統藝術中心籌設計畫」，並定位為行政院文化建設委員會的附屬機構。2月28日，行政院「台(84)文字第07121號函」原則同意傳統藝術中心新建計畫。
- 1996年1月，「行政院文化建設委員會國立傳統藝術中心籌備處」成立於台北市。
- 2002年1月28日，「國立傳統藝術中心」正式掛牌運作並進駐宜蘭縣。
- 2003年10月4日，傳藝中心園區先行以自行營運方式對外開放。11月24日，園區招商截止收件，僅有協和國際多媒體與統一超商投標。12月3日，傳藝中心選定協和國際多媒體為園區招商最優申請人、統一超商為次優申請人。12月8日，園區招商評選結果分別通知協和國際多媒體與統一超商。
- 2004年3月29日，因協和國際多媒體已向法院聲請重整，傳藝中心甄審會議決議撤銷協和國際多媒體資格，改與統一超商議約。6月30日，傳藝中心與統一蘭陽藝文（統一超商與蘭陽文教基金會共同籌組的公司）簽約，契約規定傳藝中心委託統一蘭陽藝文從2004年9月28日起負責園區營運至2010年9月27日，傳藝中心則專心於藝術保存工作。7月6日，傳藝中心在台北市西門紅樓舉辦簽約記者會。9月28日，傳藝中心園區正式營運。
- 2007年4月1日，統一蘭陽藝文成立「台灣傳統藝術推廣基金會」。[4]
- 2008年3月6日，傳藝中心與台灣國家國樂團、國立國光劇團、國立臺灣豫劇團、臺灣音樂中心民族音樂資料館整合為「國立臺灣傳統藝術總處籌備處」，變成其中的1個派出單位，全名「行政院文化建設委員會國立臺灣傳統藝術總處籌備處傳統藝術中心」。
- 2011年1月20日，行政院通過《文化部組織法》和《國立傳統藝術中心組織法》草案，並撤回《國立臺灣傳統藝術總處組織法》草案，國立臺灣傳統藝術總處中止籌設。6月29日，總統令公布《文化部組織法》和《國立傳統藝術中心組織法》。
- 2012年5月20日，中華民國文化部成立，文化部所轄機構「國立傳統藝術中心」成立，國立臺灣傳統藝術總處籌備處走入歷史。
- 2012年，文建會選定台北美國學校舊址（台北市士林區文林路731號）的部份土地開始興建台灣戲劇藝術中心[5]。
- 2014年4月，台灣戲劇藝術中心由文化部正式定名為台灣戲曲中心；未來台灣戲曲中心啟用後，包括傳藝中心旗下的台灣國樂團、國光劇團、台灣音樂館都將進駐[6]。8月9日，自第25屆金曲獎起，金曲獎傳統暨藝術音樂類獎項相關事務從文化部影視及流行音樂產業局改由傳藝中心專責辦理。
- 2016年3月30日，傳藝中心和全聯福利中心旗下全聯善美的文化藝術基金會簽約，將傳藝中心宜蘭園區與台灣戲曲中心以OT方式委託全聯善美的文化藝術基金會經營15年，於9月26日起接手[7]。
- 2016年9月26日，傳藝中心宜蘭園區改由全聯善美的文化藝術基金會經營，休園整修。
- 2017年1月21日重新對外開放，並舉辦開幕儀式。
- 2017年10月3日臺灣戲曲中心正式開幕啟用。

## 宜蘭傳藝園區

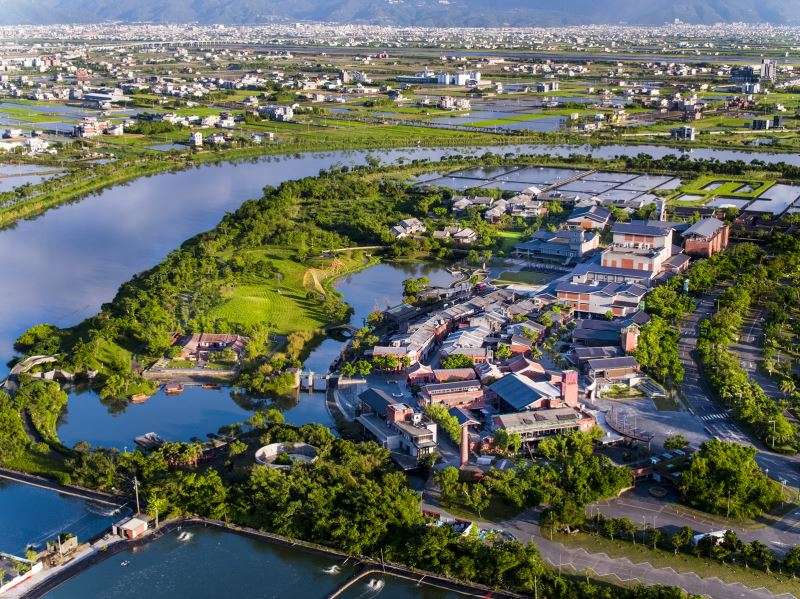
傳藝中心宜蘭傳藝園區

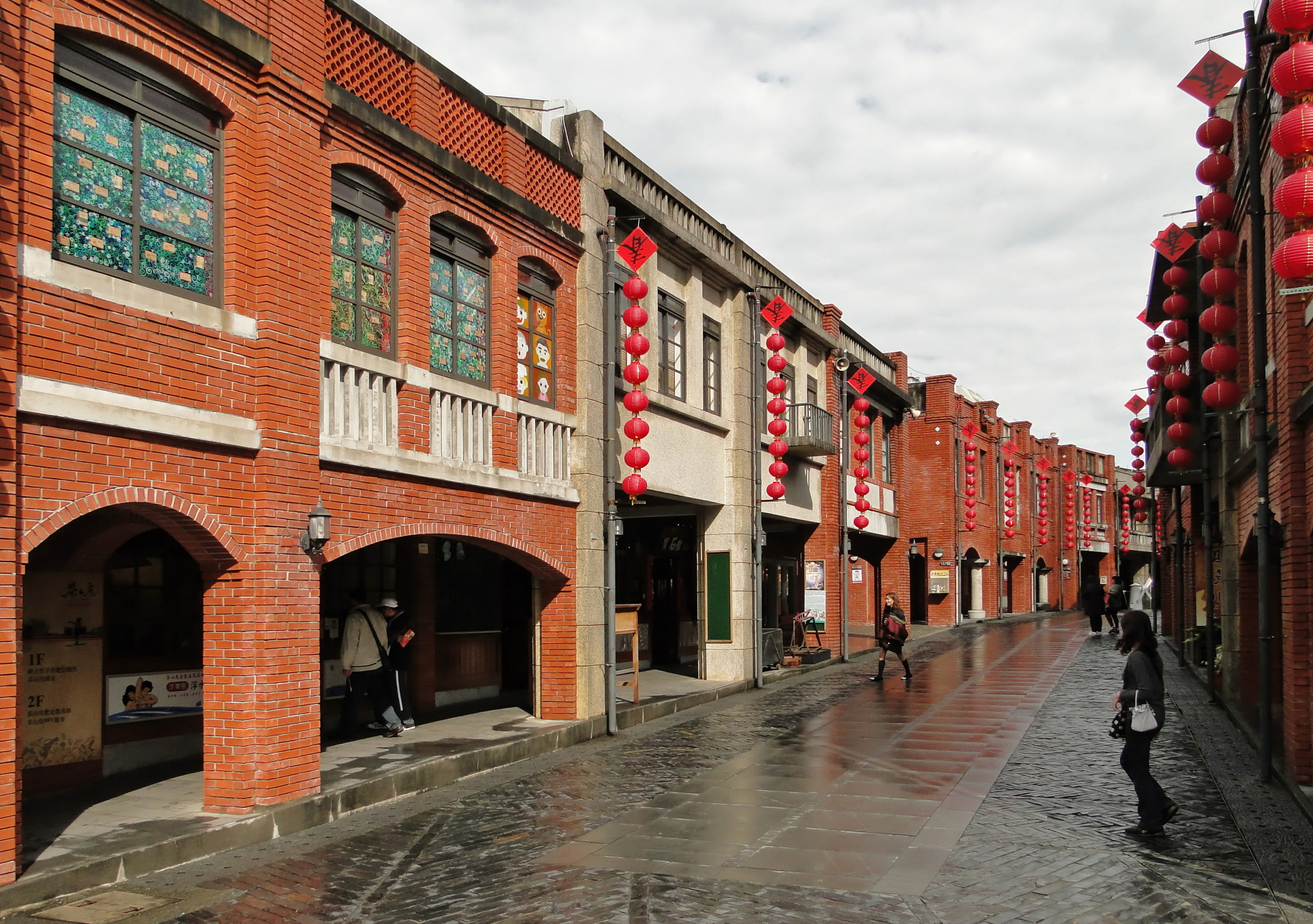
傳藝園區一景

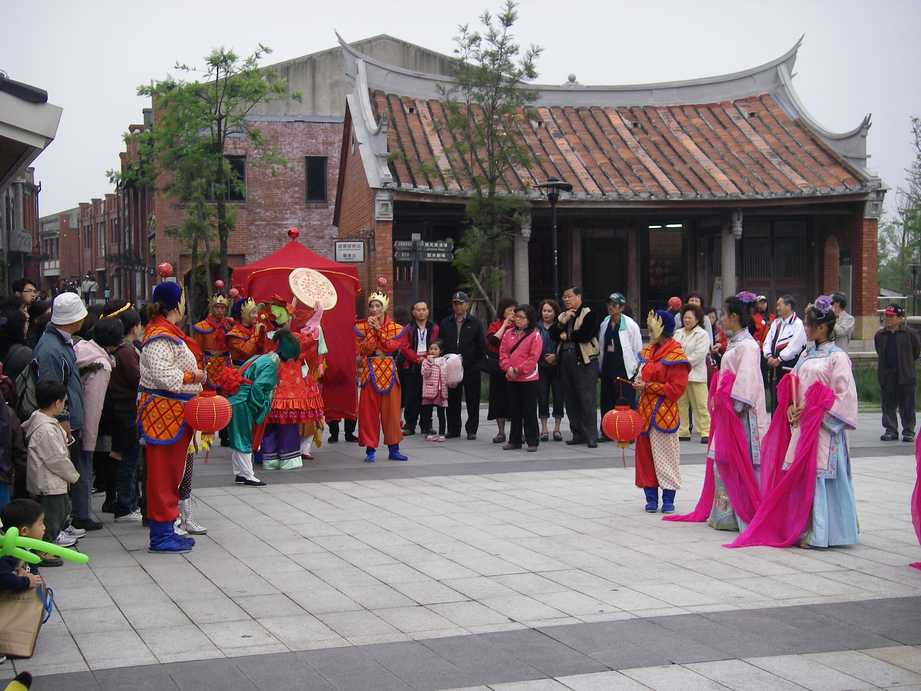
園區劇院學生的歌仔戲演出

園區佔地24公頃，園區展示系統開放收費參觀，分為「動態」和「靜態」兩大類。動態展示是以園區內市街聚落區以及水岸的露天舞台、田園景觀區等為主，定時會舉辦不同的技藝展演活動，靜態展示則以展示館的傳統工藝美術與戲劇館文物陳列室的音樂戲曲相關文物之展示為核心。另結合許多特色商店，販售地方名特產、工藝品等。園區與冬山河親水公園間另闢有無污染環保電動船來往。單程15分鐘，一般票價為新臺幣150元整。
- 行政區宿舍：包含行政中心、學員宿舍、藝師住所、交誼廳、員生餐廳等所組成。
- 傳統藝術傳習區：由戲劇館、曲藝館、傳統工藝傳習所、圖書館及體育館所組成，提供傳習、排演、研究、教學等活動。
- 傳統戲曲展演區：由戲劇館、曲藝館、展示館及戲劇館、曲藝館間之臨水實驗劇場、戶外廣場等組成，定期舉辦各項表演活動。
- 傳統建築體驗區：此區以拆卸重組的方式保存有廣孝堂、黃舉人宅兩個歷史建物，另新建有文昌祠、戲臺等傳統建物。
- 傳統工藝推廣區：由以拆卸重組的方式保存的廣孝堂、展示館與民意街坊上之傳統工藝坊、童玩坊及文昌祠、廟埕廣場、戲台、傳統小吃坊、黃舉人宅及遊客資訊站等組成。
- 景觀體驗區：即南北閘門、溼地、內河道、野外廣場（作為傳統雜技、 民俗體育及大型表演場地）、民俗植栽園（以工藝性植栽為主）、自導性步道與污水處理場等。
- 出入口及停車場區：由傳藝大道（含南北向與省道台二線連接之出入口）、中控室及管制口、傳統戲曲展演區售票入口、傳統工藝推廣區入口、機車停車場、小客車停車場、大客車停車場和連結園區內外道路構成的交通路徑、停車空間及至園區內的人行動線所組成。

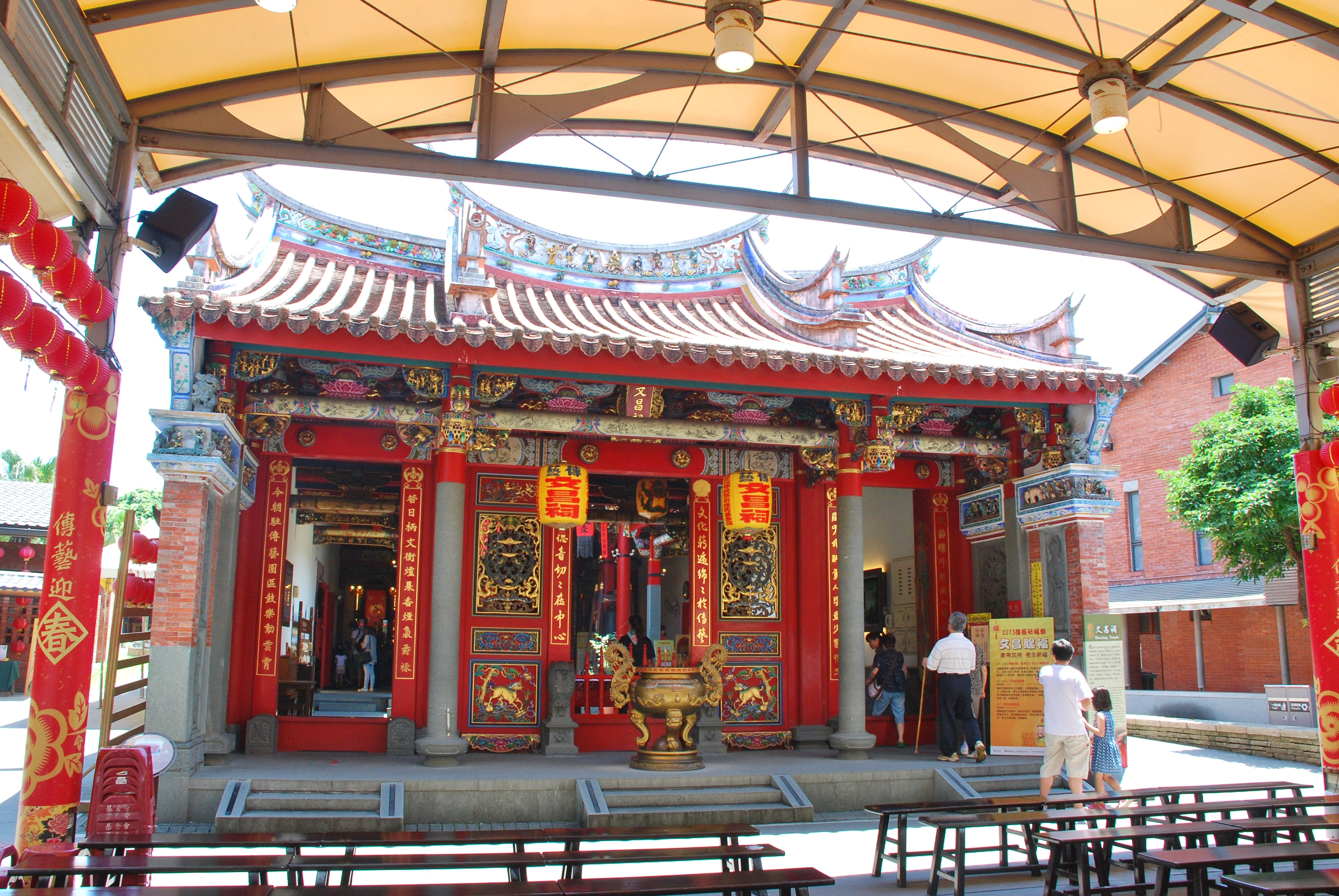
傳藝文昌祠
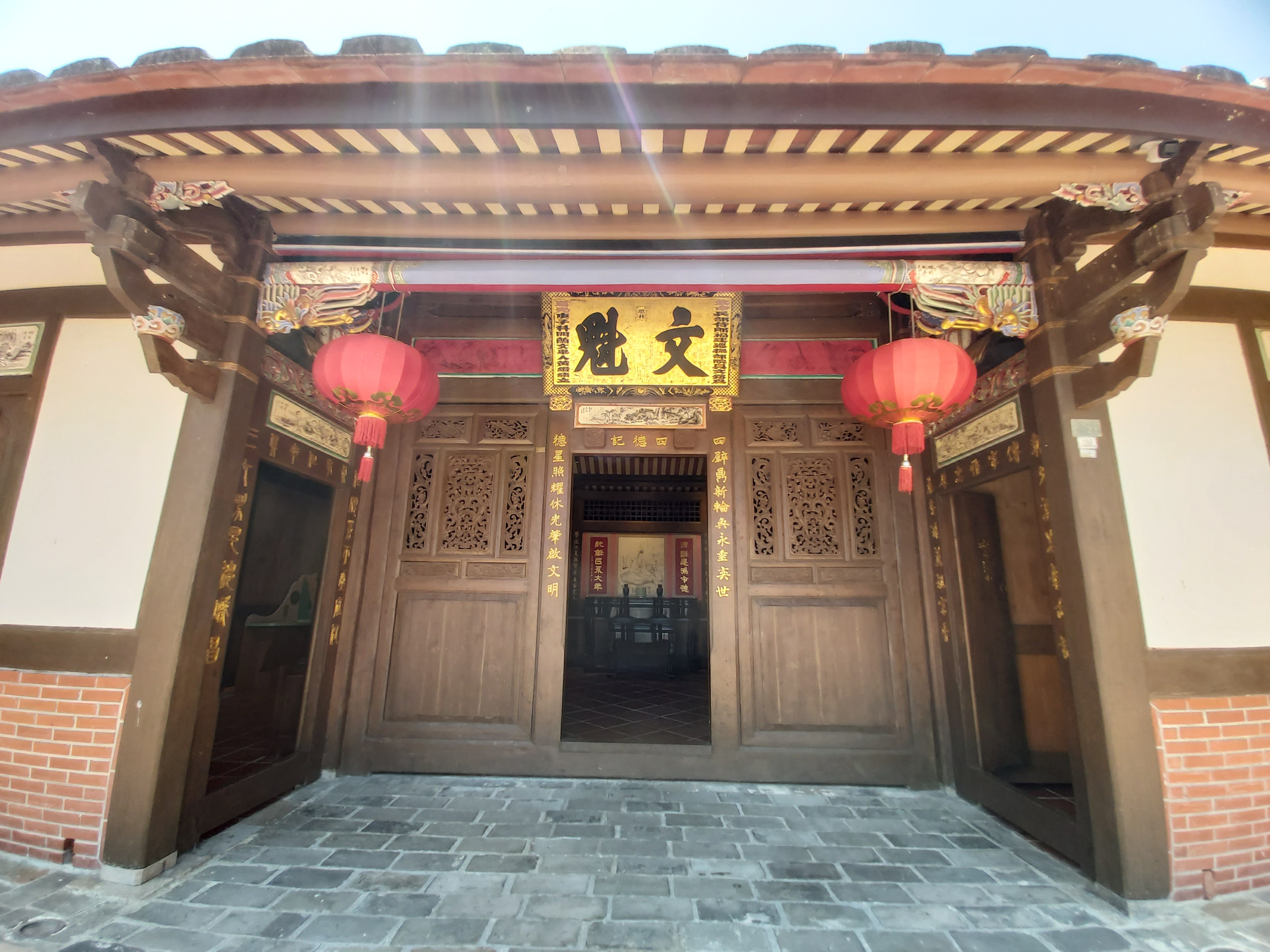
黃舉人宅
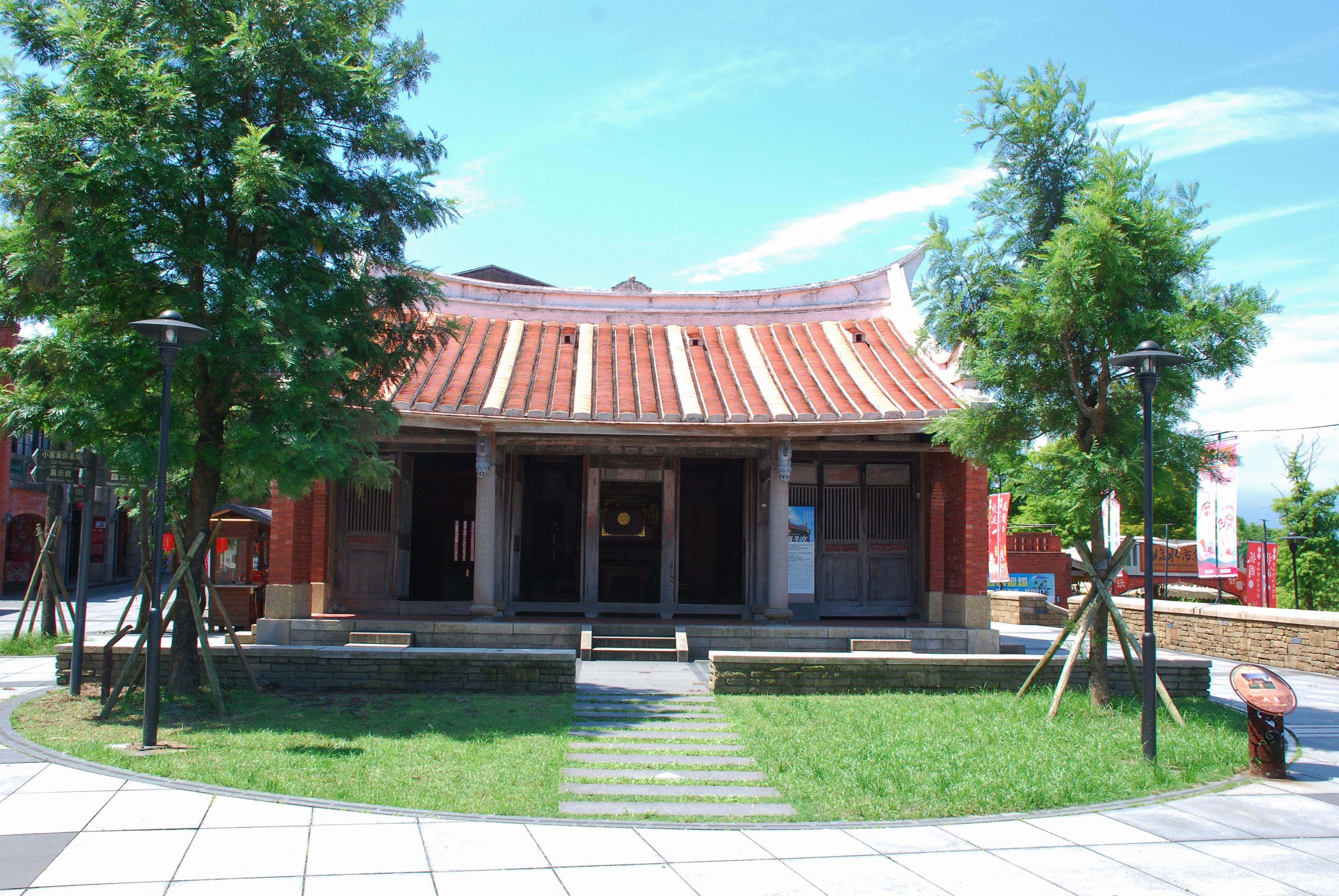
鄭氏家廟廣孝堂
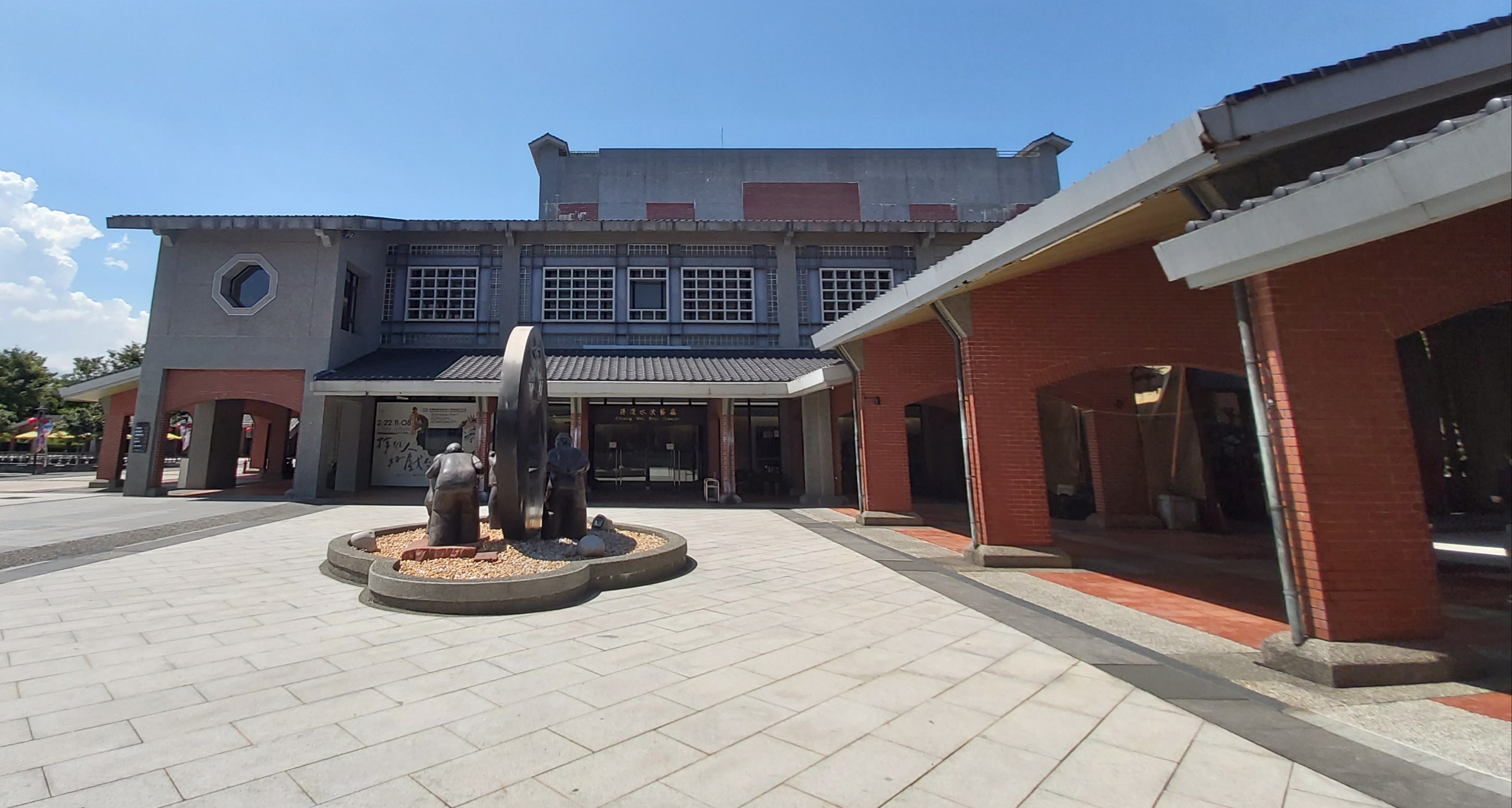
蔣渭水演藝廳
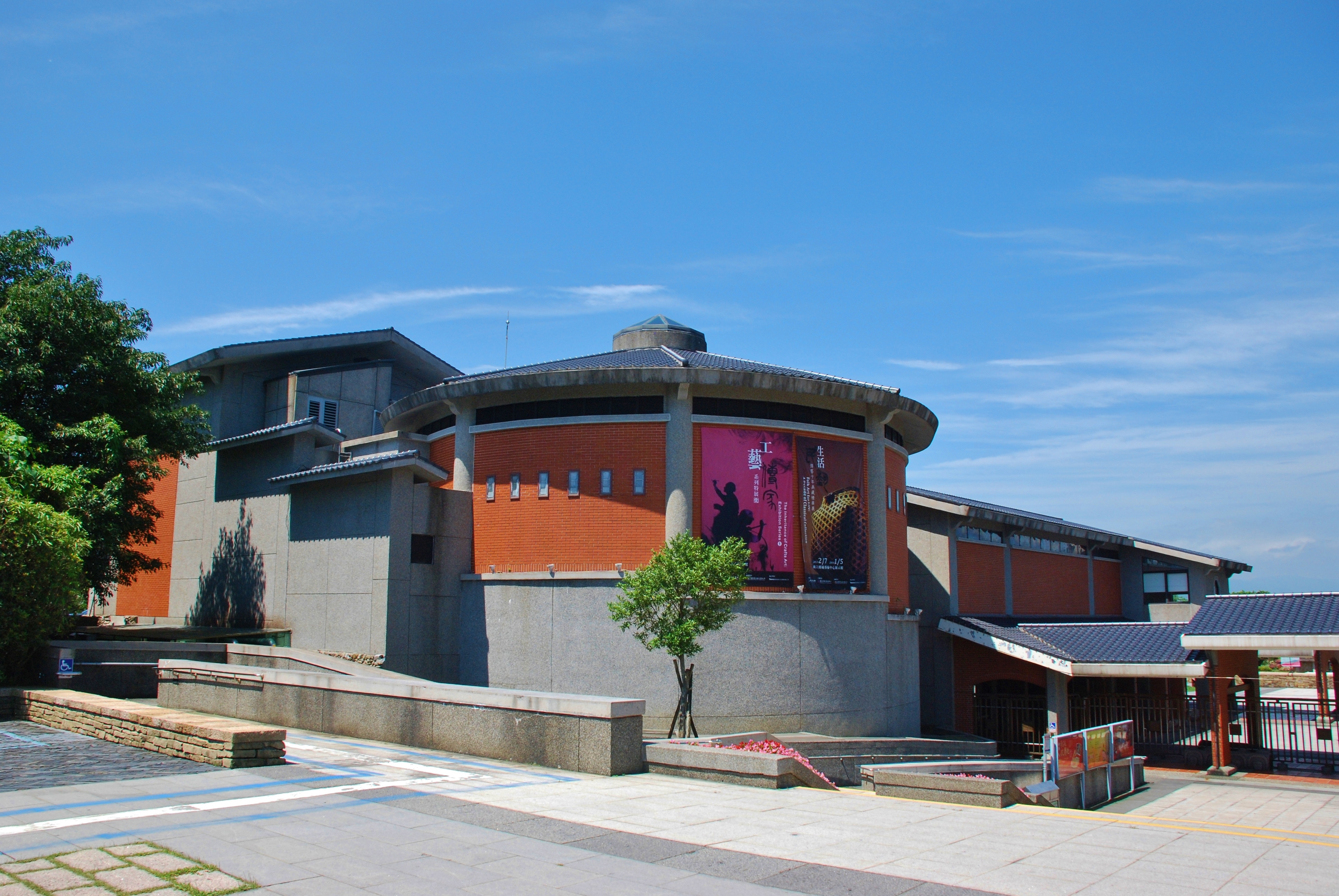
展示館

## 組織[8]
- 主任
  - 副主任
  - 副主任
    - 主任秘書

### 內部單位
業務單位
- 綜合企劃組
- 劇藝發展組
- 營運推廣組

幕僚單位
- 秘書室
- 人事室
- 主計室

### 派出單位
- 臺灣豫劇團：位於高雄市左營區，另有高雄豫劇藝術園區
- 國光劇團：位於臺北市士林區臺灣戲曲中心
- 臺灣國樂團：位於臺北市士林區臺灣戲曲中心
- 臺灣音樂館：位於臺北市士林區臺灣戲曲中心

## 歷任首長
| 任別 | 姓名   | 備註                                                                               |
| ---- | ------ | ---------------------------------------------------------------------------------- |
| 1    | 柯基良 | 最後一任國立傳統藝術中心籌備處主任                                                 |
| 2    | 林朝號 |                                                                                    |
| 3    | 林德福 | 國立臺灣傳統藝術總處籌備處主任，曾任宜蘭縣政府文化局局長、行政院體育委員會主任委員 |
| 4    | 柯基良 | 文建會主任秘書兼國立臺灣傳統藝術總處籌備處代理主任、主任                           |
| 5    | 陳兆虎 | 國立臺灣傳統藝術總處籌備處代理主任                                                 |
| 6    | 方芷絮 | 曾任文建會第一處處長                                                               |
| 7    | 王蘭生 |                                                                                    |
| 8    | 吳榮順 |                                                                                    |
| 9    | 陳濟民 |                                                                                    |
| 10   | 陳悅宜 | 現任                                                                               |